# Ophiuche ancara
Ophiuche ancara är en fjärilsart som beskrevs av Druce 1890. Ophiuche ancara ingår i släktet Ophiuche och familjen nattflyn. Inga underarter finns listade i Catalogue of Life.